# Lissotestella tryphenensis
Lissotestella tryphenensis är en snäckart som först beskrevs av Powell 1931.  Lissotestella tryphenensis ingår i släktet Lissotestella och familjen Skeneidae. Inga underarter finns listade i Catalogue of Life.